# 吴省三
吴省三（？—？），昭文人，是一名清朝政治人物。监生出身。
吴省三曾于乾隆十七年（1752年）接替来谦鸣任延平府知府一职，乾隆十八年（1753年）由胡宝琳接任。